# Campeonato Brasileiro de Basquete Feminino de 1999
O Campeonato Nacional de Basquete Feminino de 1999 (2ª edição) foi um torneio realizado a partir de 8 de fevereiro a 17 de abril de 1999 por oito equipes representando cinco estados.

## Participantes
Araçatuba, Araçatuba/SP

 Botafogo, Rio de Janeiro/RJ

 Osasco, Osasco/SP

 Paraná, Curitiba/PR

 Santa Maria, São Caetano do Sul/SP

 Santo André, Santo André/SP

 Sport, Recife/PE

 Vasto Verde, Blumenau/SC

## Regulamento

### Fórmula de Disputa
O Campeonato Nacional de Basquete Feminino foi disputado por 8 equipes em duas fases:
- Fase Classificatória: As 8 equipes disputaram partidas em um sistema de turno e returno,em que enfrentaram todos os adversários em seu mando de quadra e fora dele.
- Playoffs: As quatro equipes classificadas jogaram num sistema mata-mata e a vencedora desses foi declarada Campeã Nacional de Basquete Feminino de 1999. É dividida em 2 partes:
  - Semifinais: Foi disputada pelas equipes que passaram da primeira fase, seguindo a lógica: (1ª x 4ª); (2ª x 3ª).  Estas jogaram partidas em melhor de 5 (jogos), sendo dois mandos de campo para cada e o jogo de desempate, se houvesse, no ginásio da equipe com o melhor índice técnico da Fase Classificatória.
  - Final: Foi disputada entre as duas equipes vencedoras das Semifinais, em melhor de 5 (jogos), sendo dois mandos de campo para cada e o jogo de desempate, se houvesse, no ginásio da equipe com o melhor índice técnico da Fase Classificatória. A equipe vencedora foi declarada campeã da competição.

### Critérios de Desempate
1º: Confronto Direto

2º: Saldo de cestas dos jogos entre as equipes

3º: Melhor cesta average (Se o empate foi entre duas equipes)

4º: Sorteio

### Pontuação
Vitória: 2 pontos

Derrota: 1 ponto

Não Comparecimento: 0 pontos

## Classificação
| 1 | Arcor/Santo André      |
| 2 | BCN/Osasco             |
| 3 | Paraná                 |
| 4 | Sport                  |
| 5 | Botafogo               |
| 6 | Santa Maria            |
| 7 | Toledo/Araçatuba       |
| 8 | Vasto Verde/Irmãos Zen |

|  |                                     |
|  | Zona de classificação às Semifinais |

## Playoffs

### Semifinais
1ª Rodada
| 27 de março | Sport | 87 - 92 | Santo André | Ginásio Jorge Maia, Recife |
| 27 de março |       |         |             | Ginásio Jorge Maia, Recife |

| 27 de março | Paraná | 81 - 87 | Osasco | Curitiba |
| 27 de março |        |         |        | Curitiba |

2ª Rodada
| 29 de março | Santo André | 101 - 83 | Sport | Santo André |
| 29 de março |             |          |       | Santo André |

| 29 de março | Osasco | 100 - 85 | Paraná | Osasco |
| 29 de março |        |          |        | Osasco |

3ª Rodada
| 30 de março | Santo André | 91 - 77 | Sport | Santo André |
| 30 de março |             |         |       | Santo André |

| 30 de março | Osasco | 73 - 93 | Paraná | Osasco |
| 30 de março |        |         |        | Osasco |

4ª Rodada
| 3 de abril | Paraná | 93 - 90 | Osasco | Curitiba |
| 3 de abril |        |         |        | Curitiba |

5ª Rodada
| 5 de abril | Osasco | 82 - 95 | Paraná | Osasco |
| 5 de abril |        |         |        | Osasco |

- Santo André e  Paraná passaram de fase

### Final
1ª Rodada
| 8 de abril | Paraná | 68 - 87 | Santo André | Curitiba |
| 8 de abril |        |         |             | Curitiba |

2ª Rodada
| 10 de abril | Santo André | 92 - 89 | Paraná | Santo André |
| 10 de abril |             |         |        | Santo André |

3ª Rodada
| 12 de abril | Santo André | 74 - 77 | Paraná | Santo André |
| 12 de abril |             |         |        | Santo André |

4ª Rodada
| 17 de abril | Paraná | 63 - 77 | Santo André | Curitiba |
| 17 de abril |        |         |             | Curitiba |

| Campeonato Nacional de Basquete Feminino 1999 |
| --------------------------------------------- |
| Santo André Campeão                           |